# Stadium Events
Stadium Events  es un juego de ejercicios deportivos desarrollado por Human Entertainment y publicado por Bandai para Nintendo Entertainment System. Este y Athletic World son los dos juegos de la serie Family Fun Fitness, diseñados y con la marca del accesorio de tapete de Family Fun Fitness de corta duración para NES. Stadium Events permite a los jugadores competir en cuatro diferentes eventos deportivos inspirados en los Juegos Olímpicos, utilizando el tapete para moverse mientras compiten en la modalidad de juego enfocado y corriendo.
La versión norteamericana fue rebautizada por Nintendo poco después de su lanzamiento en 1987. El juego fue relanzado como World Class Track Meet y la nueva alfombrilla se tituló Power Pad. Las copias originales norteamericanas de Stadium Events ahora se consideran uno de los juegos más raros de NES, lo que lleva a los altos precios en el mercado secundario de recolección de videojuegos.

## Jugabilidad
Stadium Events es un juego de ejercicios que permite a los jugadores competir en cuatro eventos deportivos diferentes: carrera de 100M, obstáculos de 110M, salto de longitud y salto triple.: 1–3  El juego utiliza el tapete de control Family Fun Fitness que soporta a dos jugadores simultáneamente, aunque se pueden registrar hasta seis jugadores alternos para cada evento.: 4–7  El lado izquierdo del tapete debe usarse para los eventos de saltos y obstáculos, mientras que los otros eventos pueden usar cualquier lado. La velocidad máxima del corredor del jugador depende de la fila de botones que se use en el tapete. Si el jugador levanta sus pies ligeramente antes de la señal de inicio, se considera un comienzo falso.: 8–11 
El evento de carrera de 100M coloca a dos jugadores uno contra otro en una carrera. El evento 110M vallas es similar al tablero, pero los jugadores deben saltar cuando aparecen marcadores de recuadro blanco a lo largo del borde de la pantalla. El salto de longitud hace que los jugadores corran y luego salten y permanezcan en el aire el mayor tiempo posible para grabar una distancia más larga. El salto triple es similar al salto largo, pero incluye tres marcadores de salto separados.: 12–19  En el modo torneo, el jugador debe competir contra jugadores de computadora en los eventos de obstáculos de 100M y 110M. El jugador debe vencer a cada uno de los seis jugadores de la computadora en los eventos de tablero y obstáculo para ganar. En este modo, tres inicios falsos dan como resultado una descalificación.: 8–11  En otro modo, "Los Juegos Olímpicos", numerosos jugadores pueden competir en los cuatro eventos consecutivamente. En este modo, el historial mundial de Guinness 1982 se usa como referencia para los estándares de puntuación.: 20–21 

## Lanzamiento
Stadium Events se lanzó para Nintendo Entertainment System en Norteamérica en septiembre de 1987. Nintendo recordó el juego poco después de su lanzamiento para cambiar el nombre de la serie Family Fun Fitness como producto de primera mano. El juego se volvió a lanzar como World Class Track Meet junto con el accesorio Power Pad NES, que se volvieron muy comunes e incluso estaban agrupados con consolas.
La versión norteamericana de Stadium Events está considerada entre los juegos más raros de NES. Se desconoce el número total de copias vendidas a los consumidores. La ejecución inicial mínima estándar para un juego NES fue de alrededor de 10,000 copias, pero los coleccionistas creen que la escasez del juego es mucho menor. Un rumor popular de que el juego se vendió en una tienda de Woolworth fue probado como falso. Howard Phillips, ex portavoz de Nintendo de America, no creía que los cartuchos fueran destruidos y afirmó que volver a trabajar todos los cartuchos no habría sido práctico. Las copias de Stadium Events se han vendido por hasta US $ 35,100 en el mercado de recolección de videojuegos.
El documental de 2015 Nintendo Quest lo consideró el título más raro de NES.